# Eerste klasse 2008-09 (voetbal België)
Het seizoen 2008/09 van de Belgische Jupiler Pro League ging van start op 16 augustus 2008 en eindigde in mei 2009. Standard Luik verlengde zijn landstitel na testwedstrijden tegen RSC Anderlecht. Het was de tiende titel voor Standard.
Dit seizoen was het laatste seizoen met 18 clubs. Op zaterdag 17 mei 2008 kwam men namelijk in een Algemene Vergadering op de voetbalbond tot een akkoord om de hoogste voetbalklasse in de Belgische competitie vanaf 2009 in te krimpen van 18 naar 16 clubs, met play-offs na afloop van het seizoen. Dit wil zeggen dat er dit seizoen dus meer dan twee teams zullen zakken van Eerste naar Tweede Klasse.
Dit was het ook eerste seizoen waarin de officiële sponsornaam van de competitie veranderde in Jupiler Pro League.

## Europees voetbal
De ploegen die een van onderstaande plaatsen wisten te bereiken, kwalificeerden zich voor Europees voetbal tijdens het seizoen 2009-2010:
- 1ste plaats: rechtstreeks geplaatst voor groepsfase Champions League
- 2de plaats: 2de voorronde Champions League (sterkere tegenstander)
- 3de plaats: 3de voorronde UEFA Europa League
- 4de plaats: 2de voorronde UEFA Europa League
- Bekerwinnaar: 4de voorronde UEFA Europa League

Indien de bekerwinnaar reeds Europees voetbal afdwong via de competitie, gaat het Europees ticket naar de nummer 5 van de competitie.

## Gepromoveerde teams
Deze teams promoveerden uit de Tweede Klasse voor de start van het seizoen:
- KV Kortrijk (kampioen) Keerde na 9 seizoenen terug naar de hoogste afdeling en nam de plaats in van FC Brussels.
- AFC Tubize (winnaar eindronde) Eerste seizoen in de hoogste afdeling en nam de plaats in van Sint-Truidense VV.

## Degraderende teams
Door de inkrimping van de Jupiler League van 18 naar 16 clubs vanaf het seizoen 2009/10, waren er dit seizoen uitzonderlijk meer dan 2 dalers (minimum 3, maximum 4). KSV Roeselare en FCV Dender EH moesten beide naar een eindronde, waar ze samen met twee tweedeklassers nog streden voor een plaats in de hoogste afdeling. KSV Roeselare won de eindronde en handhaafde zich zo in de hoogste klasse en FCV Dender EH degradeerde.
Deze teams degradeerden naar Tweede Klasse op het eind van het seizoen:
- RAEC Mons (laatste reguliere competitie) degradeerde na 3 seizoenen op het hoogste niveau.
- AFC Tubize (voorlaatste reguliere competitie) degradeerde na 1 seizoen op het hoogste niveau.
- FCV Dender EH (verlies van eindronde) degradeerde na 2 seizoenen op het hoogste niveau.

## Clubs
Achttien ploegen speelden in 2008/09 in Eerste Klasse. De meeste clubs (12) kwamen uit Vlaanderen, slechts vijf clubs kwamen uit Wallonië en één uit Brussel. De best vertegenwoordigde provincies waren West-Vlaanderen (5 clubs), Oost-Vlaanderen, Antwerpen en Henegouwen (elk 3 clubs). De provincies Namen, Luxemburg en Vlaams-Brabant hadden geen vertegenwoordiger in de hoogste reeks. De sportieve provincie Brabant werd vertegenwoordigd door een Brusselse en een Waals-Brabantse club.
| Club                | Plaats      | Trainer                                                                              | Vorige trainers seizoen 2008-2009                        | #  |
| ------------------- | ----------- | ------------------------------------------------------------------------------------ | -------------------------------------------------------- | -- |
| Standard de Liège   | Luik        | László Bölöni                                                                        |                                                          | 1  |
| RSC Anderlecht      | Anderlecht  | Ariël Jacobs                                                                         |                                                          | 2  |
| Club Brugge KV      | Brugge      | Jacky Mathijssen                                                                     |                                                          | 3  |
| Cercle Brugge KSV   | Brugge      | Glen De Boeck (technisch directeur) Lorenzo Staelens (assistent-trainer/Pro License) |                                                          | 4  |
| Germinal Beerschot  | Antwerpen   | Aimé Anthuenis                                                                       | Harm van Veldhoven                                       | 5  |
| KAA Gent            | Gent        | Michel Preud'homme                                                                   |                                                          | 6  |
| SV Zulte Waregem    | Waregem     | Francky Dury                                                                         |                                                          | 7  |
| Sporting Charleroi  | Charleroi   | John Collins                                                                         | Thierry Siquet                                           | 8  |
| KRC Genk            | Genk        | Pierre Denier en Hans Visser                                                         | Ronny Van Geneugden                                      | 9  |
| KVC Westerlo        | Westerlo    | Jan Ceulemans                                                                        |                                                          | 10 |
| Excelsior Moeskroen | Moeskroen   | Enzo Scifo (technisch raadgever) Geert Broeckaert (trainer)                          |                                                          | 11 |
| KSC Lokeren         | Lokeren     | Aleksandar Janković                                                                  | Georges Leekens, Freddy Heirman                          | 12 |
| KV Mechelen         | Mechelen    | Peter Maes                                                                           |                                                          | 13 |
| KSV Roeselare       | Roeselare   | Dennis van Wijk                                                                      | Dirk Geeraerd                                            | 14 |
| FCV Dender EH       | Denderleeuw | Patrick Asselman                                                                     | Johan Boskamp Patrick Asselman (ad interim voor Boskamp) | 15 |
| RAEC Mons           | Bergen      | Christophe Dessy                                                                     | Philippe Saint-Jean, Thierry Pister                      | 16 |
| KV Kortrijk         | Kortrijk    | Hein Vanhaezebrouck                                                                  |                                                          | 17 |
| AFC Tubize          | Tubeke      | Albert Cartier                                                                       |                                                          | 18 |

| 3 2 9 1 8 6 15 12 18 10 17 7 11 5 4 16 13 14 Geografische verspreiding clubs |

## Titelstrijd
Bij aanvang van de laatste speeldag voerden RSC Anderlecht en titelverdediger Standard Luik samen de rangschikking aan. De twee leiders speelden op de laatste speeldag tegen respectievelijk KRC Genk en KAA Gent, op dat moment derde. Anderlecht won zijn duel met 0-2. Standard leidde in zijn wedstrijd met 0-1; maar in de 91ste minuut kreeg Gent een strafschop. Bryan Ruiz - die tot dan geen enkele penalty had gemist - kon Standard van de zege houden, wat Anderlecht de titel zou leveren. De Luikse doelman Sinan Bolat stopte de penalty, zodat ook Standard zijn wedstrijd won. Standard en Anderlecht sloten zo de competitie op een gedeelde eerste plaats af, en testwedstrijden moesten beslissen over de titel. Het was van 1986 geleden dat testwedstrijden hadden beslist over de titel. In deze dubbele confrontatie behaalde Standard een gelijkspel (1-1) in het Astridpark en op Sclessin werd Anderlecht met 1-0 verslagen. Standard werd zo voor het tweede seizoen op rij kampioen. Er was wel heel wat ophef omtrent de gemiste penalty van Bryan Ruiz, want het gerucht deed de ronde dat de speler al een contract bij Standard zou hebben getekend. Dit bleef echter een gerucht want Ruiz tekende na dit seizoen een contract voor FC Twente.
| Datum      |       | Wedstrijd                      | Uitslag |
| ---------- | ----- | ------------------------------ | ------- |
| 21/05/2009 | 20:30 | RSC Anderlecht - Standard Luik | 1-1     |
| 24/05/2009 | 20:30 | Standard Luik - RSC Anderlecht | 1-0     |

## Degradatiestrijd
Door de komende competitiehervorming degraderen de nummers 17 en 18 rechtstreeks; de nummers 15 en 16 spelen een eindronde tegen twee tweedeklassers. Enkel de winnaar van die eindronde speelt ook volgend seizoen in Eerste Klasse.
Germinal Beerschot, dat verwacht was als subtopper of middenmoter, kende een slechte eerste competitiehelft en stond tegen de winterstop in de degradatiezone. KSV Roeselare stond bij de winterstop afgetekend allerlaatste. Daarboven stonden ook RAEC Mons, FCV Dender EH en nieuwkomer AFC Tubize in de degradatiezone.
Na de winter zette Germinal Beerschot een sterke reeks neer, en klom uit de degradatiezone naar de middenmoot. Ook Roeselare kreeg uitzicht op een veilige plaats. Ondertussen zakte KV Kortrijk na tien wedstrijden zonder zege naar de degradatiezone. In april bezetten Tubize en Bergen de rechtstreekse degradatieplaatsen. Op de 30ste speeldag was Bergen al mathematisch zeker van een rechtstreekse degradatie. Op de 32ste speeldag kreeg ook Tubize deze zekerheid.
Tegen de laatste speeldag was Roeselare zeker dat het naar de eindronde zou moeten. KV Kortrijk bezette voor de laatste speeldag de andere eindrondeplaats, maar kon deze nog ontlopen indien de ploeg beter deed dan concurrent Dender. Dender verloor zijn laatste wedstrijd tegen Charleroi, terwijl Kortrijk ging winnen in Westerlo. Kortrijk ontliep op die manier de barrages, en Dender werd zo toch nog naar deze eindronde verwezen.

## Eindstand
|         |    |                              | P  | W  | G  | V  | +  | -  | DS  | Ptn |
| ------- | -- | ---------------------------- | -- | -- | -- | -- | -- | -- | --- | --- |
| K       | 1  | Standard Luik                | 34 | 24 | 5  | 5  | 66 | 26 | 40  | 77  |
| (CL)    | 1  | RSC Anderlecht               | 34 | 24 | 5  | 5  | 75 | 30 | 45  | 77  |
| (UEFA)  | 3  | Club Brugge                  | 34 | 18 | 5  | 11 | 59 | 50 | 9   | 59  |
| (UEFA)  | 4  | KAA Gent                     | 34 | 17 | 8  | 9  | 67 | 42 | 25  | 59  |
|         | 5  | SV Zulte Waregem             | 34 | 16 | 7  | 11 | 55 | 36 | 19  | 55  |
|         | 6  | KVC Westerlo                 | 34 | 15 | 7  | 12 | 42 | 38 | 4   | 52  |
|         | 7  | KSC Lokeren Oost-Vlaanderen  | 34 | 13 | 12 | 9  | 40 | 32 | 8   | 51  |
| (beker) | 8  | KRC Genk                     | 34 | 15 | 5  | 14 | 48 | 51 | −3  | 50  |
|         | 9  | Cercle Brugge                | 34 | 14 | 5  | 15 | 48 | 53 | −5  | 47  |
|         | 10 | KV Mechelen                  | 34 | 12 | 10 | 12 | 46 | 52 | −6  | 46  |
|         | 11 | Excelsior Moeskroen          | 34 | 12 | 8  | 14 | 42 | 49 | −7  | 44  |
|         | 12 | Sporting du Pays Charleroi   | 34 | 12 | 7  | 15 | 43 | 48 | −5  | 43  |
|         | 13 | Germinal Beerschot Antwerpen | 34 | 11 | 9  | 14 | 44 | 42 | 2   | 42  |
|         | 14 | KV Kortrijk                  | 34 | 9  | 11 | 14 | 37 | 55 | −18 | 38  |
| E       | 15 | FCV Dender EH                | 34 | 9  | 8  | 17 | 44 | 58 | −14 | 35  |
| E       | 16 | KSV Roeselare                | 34 | 8  | 6  | 20 | 33 | 59 | −26 | 30  |
| D       | 17 | AFC Tubize                   | 34 | 7  | 6  | 21 | 35 | 77 | −42 | 27  |
| D       | 18 | RAEC Mons                    | 34 | 3  | 10 | 21 | 31 | 57 | −26 | 19  |

P: wedstrijden gespeeld, W: wedstrijden gewonnen, G: gelijke spelen, V: wedstrijden verloren, +: gescoorde doelpunten, -: doelpunten tegen, DS: doelsaldo, Ptn: totaal punten
K: kampioen, D: degradeert, (beker): bekerwinnaar, (CL): geplaatst voor Champions League, (UEFA): geplaatst voor UEFA-beker

### Testwedstrijden
|                                        |                |         |               |                                                                                             |
| 21 mei 2009 20:30 Testwedstrijd (heen) | RSC Anderlecht | 1 – 1   | Standard Luik | Constant Vanden Stockstadion, Anderlecht Toeschouwers: 24.027 Scheidsrechter: Johan Verbist |
| 21 mei 2009 20:30 Testwedstrijd (heen) | Legear 50'     | Verslag | 60' Mbokani   | Constant Vanden Stockstadion, Anderlecht Toeschouwers: 24.027 Scheidsrechter: Johan Verbist |

| Anderlecht | Standard |

| RSC Anderlecht: |    |                     |     |
|                 |    |                     |     |
| GK              | 22 | Davy Schollen       |     |
| RB              | 27 | Marcin Wasilewski   |     |
| CB              | 23 | Roland Juhász       |     |
| CB              | 3  | Olivier Deschacht   |     |
| LB              | 6  | Jelle Van Damme     |     |
| DM              | 5  | Lucas Biglia        |     |
| DM              | 30 | Guillaume Gillet    | 37' |
| AM              | 8  | Jan Polák           |     |
| RW              | 12 | Thomas Chatelle     | 63' |
| CF              | 21 | Tom De Sutter       |     |
| LW              | 11 | Mbark Boussoufa     |     |
| Wisselspelers:  |    |                     |     |
| FW              | 9  | Matías Suárez       |     |
| MF              | 13 | Jonathan Legear     | 37' |
| MF              | 17 | Hernán Losada       |     |
| FW              | 20 | Oleksandr Jakovenko | 63' |
| DF              | 26 | Víctor Bernárdez    |     |
| GK              | 28 | Michaël Cordier     |     |
| MF              | 99 | Bakary Sare         |     |
| Coach:          |    |                     |     |
| Ariël Jacobs    |    |                     |     |

| Standard Luik: |    |                        |         |
|                |    |                        |         |
| GK             | 38 | Sinan Bolat            | 90+2'   |
| RB             | 17 | Marcos Camozzato       | 68'     |
| CB             | 15 | Tomislav Mikulić       | 28' 86' |
| CB             | 5  | Oguchi Onyewu          |         |
| LB             | 14 | Landry Mulemo          | 78'     |
| RM             | 6  | Wilfried Dalmat        | 89'     |
| DM             | 8  | Steven Defour          |         |
| AM             | 28 | Axel Witsel            |         |
| LM             | 33 | Mehdi Carcela          | 90+4'   |
| CF             | 10 | Igor De Camargo        | 82'     |
| CF             | 9  | Dieumerci Mbokani      | 90+2'   |
| Wisselspelers: |    |                        |         |
| GK             | 1  | Andrés Aragón Espinoza |         |
| DF             | 2  | Réginal Goreux         |         |
| DF             | 19 | Mohamed Sarr           | 89'     |
| FW             | 20 | Leon Benko             | 90+2'   |
| FW             | 25 | Christian Benteke      |         |
| MF             | 26 | Benjamin Nicaise       | 90+4'   |
| MF             | 30 | Hiraç Yagan            |         |
| Coach:         |    |                        |         |
| László Bölöni  |    |                        |         |

|                                         |                   |         |                |                                                                                 |
| 24 mei 2009 20:30 Testwedstrijd (terug) | Standard Luik     | 1 – 0   | RSC Anderlecht | Stade Maurice Dufrasne, Luik Toeschouwers: 30.000 Scheidsrechter: Paul Allaerts |
| 24 mei 2009 20:30 Testwedstrijd (terug) | Witsel 40' (pen.) | Verslag |                | Stade Maurice Dufrasne, Luik Toeschouwers: 30.000 Scheidsrechter: Paul Allaerts |

| Standard | Anderlecht |

| Standard Luik: |    |                        |       |
|                |    |                        |       |
| GK             | 38 | Sinan Bolat            | 90+2' |
| RB             | 17 | Marcos Camozzato       | 68'   |
| CB             | 19 | Mohamed Sarr           |       |
| CB             | 5  | Oguchi Onyewu          |       |
| LB             | 14 | Landry Mulemo          | 58'   |
| RM             | 6  | Wilfried Dalmat        | 87'   |
| DM             | 8  | Steven Defour          | 31'   |
| AM             | 28 | Axel Witsel            | 82'   |
| LM             | 23 | Milan Jovanović        |       |
| CF             | 10 | Igor De Camargo        |       |
| CF             | 9  | Dieumerci Mbokani      |       |
| Wisselspelers: |    |                        |       |
| GK             | 1  | Andrés Aragón Espinoza |       |
| DF             | 2  | Réginal Goreux         | 87'   |
| FW             | 20 | Leon Benko             |       |
| DF             | 21 | Eliaquim Mangala       |       |
| FW             | 25 | Christian Benteke      |       |
| MF             | 26 | Benjamin Nicaise       |       |
| MF             | 33 | Mehdi Carcela          |       |
| Coach:         |    |                        |       |
| László Bölöni  |    |                        |       |

| RSC Anderlecht: |    |                   |           |
|                 |    |                   |           |
| GK              | 22 | Davy Schollen     |           |
| RB              | 27 | Marcin Wasilewski | 90+5'     |
| CB              | 23 | Roland Juhász     | 69'       |
| CB              | 26 | Víctor Bernárdez  | 69'       |
| LB              | 3  | Olivier Deschacht | 7' 73'    |
| DM              | 5  | Lucas Biglia      | 45'       |
| DM              | 6  | Jelle Van Damme   | 85'       |
| AM              | 8  | Jan Polák         |           |
| RW              | 13 | Jonathan Legear   |           |
| CF              | 21 | Tom De Sutter     |           |
| LW              | 11 | Mbark Boussoufa   |           |
| Wisselspelers:  |    |                   |           |
| FW              | 9  | Matías Suárez     |           |
| MF              | 12 | Thomas Chatelle   | 73'       |
| FW              | 38 | Romelu Lukaku     | 69' 90+1' |
| MF              | 17 | Hernán Losada     |           |
| GK              | 28 | Michaël Cordier   |           |
| MF              | 99 | Bakary Sare       |           |
| Coach:          |    |                   |           |
| Ariël Jacobs    |    |                   |           |

## Topscorers

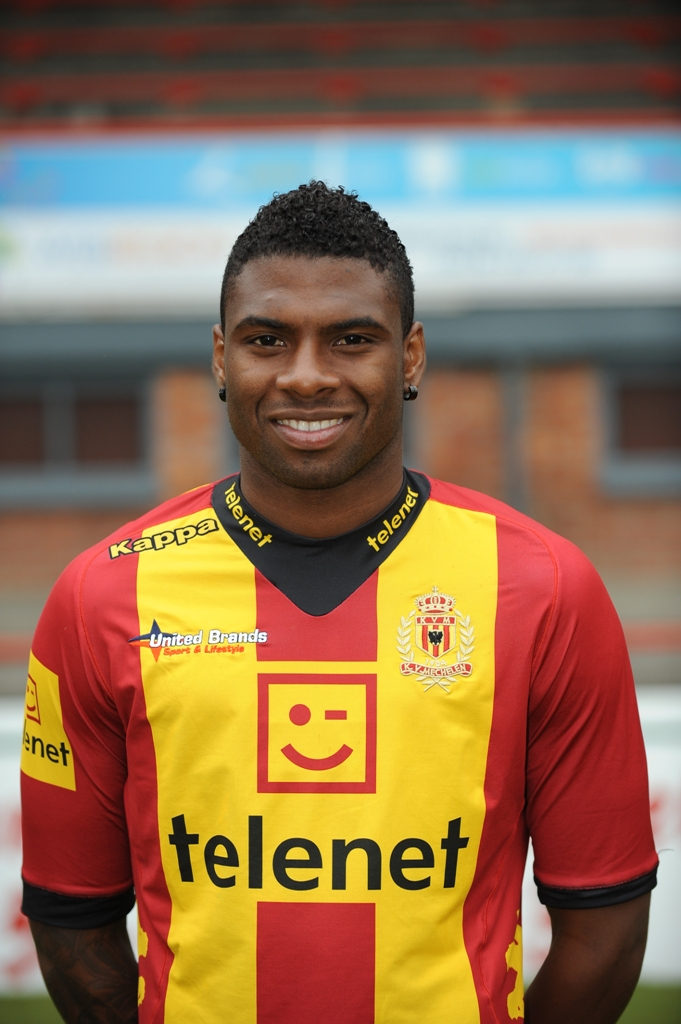
Jaime Ruiz (foto uit 2012) werd de eerste Colombiaanse topschutter in de Belgische competitie.

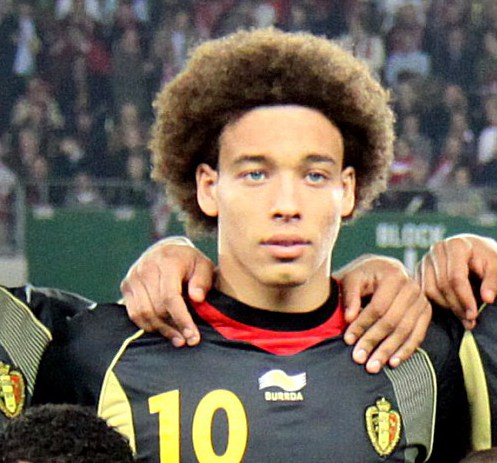
In 2008 maakte Axel Witsel zijn debuut bij de nationale ploeg. Enkele maanden later werd hij verkozen tot Gouden Schoen.

| Scorer             | Goals | Team                           | Land                  |
| ------------------ | ----- | ------------------------------ | --------------------- |
| Jaime Alfonso Ruiz | 17    | KVC Westerlo                   | Colombia              |
| Tom De Sutter      | 16    | Cercle Brugge / RSC Anderlecht | België                |
| Dieumerci Mbokani  | 16    | Standard Luik                  | Congo-Kinshasa        |
| Joseph Akpala      | 15    | Club Brugge                    | Nigeria               |
| Adnan Čustović     | 14    | Excelsior Moeskroen / KAA Gent | Bosnië en Herzegovina |
| Ouwo Moussa Maazou | 14    | KSC Lokeren                    | Niger                 |
| Wesley Sonck       | 14    | Club Brugge                    | België                |
| Jérémy Perbet      | 13    | AFC Tubize                     | Frankrijk             |
| Mbaye Leye         | 13    | SV Zulte Waregem / KAA Gent    | Senegal               |
| Oleg Iachtchouk    | 12    | Cercle Brugge                  | België                |
| Milan Jovanović    | 12    | Standard Luik                  | Servië                |
| Bryan Ruiz         | 12    | KAA Gent                       | Costa Rica            |
| Bjorn Vleminckx    | 12    | KV Mechelen                    | België                |

## Trainerswissels
- 21 augustus 2008: Philippe Saint-Jean neemt om medische redenen ontslag als trainer van RAEC Mons. Hij wordt opgevolgd door zijn assistent-trainer Thierry Pister.
- 25 oktober 2008: Dirk Geeraerd is ontslagen door Roeselare na een 0-3-verlies thuis tegen Zulte-Waregem. De club slaagde er na 9 speeldagen in om maar 2 punten te verzamelen. Dennis van Wijk nam over.
- 13 november 2008: Harm van Veldhoven neemt na tegenvallende resultaten, waaronder de 1-4 nederlaag in de Beker van België tegen derdeklasser Racing Mechelen, ontslag bij Germinal Beerschot. Hij wordt opgevolgd door Aimé Anthuenis.
- 4 december 2008: Thierry Pister wordt ontslagen bij RAEC Mons. Hij wordt opgevolgd door jeugdcoach Christophe Dessy. Dessy is al de derde trainer dit seizoen bij Bergen.
- 10 december 2008: Johan Boskamp, trainer van FCV Dender EH, wordt geopereerd aan de knie. Hij is langere tijd uit roulatie en wordt vervangen door assistent-trainer Patrick Asselman.
- 15 december 2008: Thierry Siquet wordt ontslagen als trainer van Sporting Charleroi. Het gaat om een aangekondigd ontslag. Siquet wist al enkele weken eerder dat zijn periode bij Charleroi ten einde liep. Hij wordt opgevolgd door de Schot John Collins.
- 5 maart 2009: Ronny Van Geneugden stapt op als trainer van KRC Genk. Hij wordt opgevolgd door zijn assistenten Pierre Denier en Hans Visser.
- 30 maart 2009: Georges Leekens verlaat Sporting Lokeren voor Al-Hilal. Hij wordt tijdelijk opgevolgd door zijn assistent Freddy Heirman, die de wedstrijd tegen RSC Anderlecht leidt.
- 6 april 2009: Interim-trainer van Sporting Lokeren Freddy Heirman wordt opgevolgd door Aleksandar Janković.
- 19 mei 2009: Johan Boskamp en FCV Dender EH gaan, net voor de start van de eindronde, in onderling overleg uit elkaar. Patrick Asselman leidt Dender in de eindronde.

## Individuele prijzen
| Prijs                            | Winnaar             | Club               |
| -------------------------------- | ------------------- | ------------------ |
| Gouden Schoen:                   | Axel Witsel         | Standard Luik      |
| Mooiste Doelpunt (Gouden Schoen) | Silvio Proto        | Germinal Beerschot |
| Profvoetballer van het Jaar:     | Mbark Boussoufa     | RSC Anderlecht     |
| Trainer van het Jaar:            | László Bölöni       | Standard Luik      |
| Keeper van het Jaar:             | Barry Boubacar Copa | Sporting Lokeren   |
| Scheidsrechter van het Jaar:     | Jérôme Efong Nzolo  | /                  |
| Ebbenhouten Schoen:              | Mbark Boussoufa     | RSC Anderlecht     |